# 小舌擠喉塞擦音
小舌擠喉塞擦音是一種輔音，用於一些口語中。小舌擠喉塞擦音的國際音標寫作q͡χʼ。這個輔音能在一些美洲原住民語言中找到，如溫騰語。此外，它也是實驗性人工語言Ithkuil原先要使用的音素之一。
在數個東北高加索語系的語言中，小舌擠喉塞擦音被當作同位異音使用。

## 特徵
小舌擠喉塞擦音的特徵包括：
- 調音方法屬於塞擦音，調音時先阻礙空氣在聲腔流動，再形成狹窄通道讓氣流通過發生湍流來調音。
- 調音部位是小舌，即是以舌根部位抵住小舌調音。

- 發聲類型是清音，意味着發音時聲帶並不顫動。
- 本輔音是口腔輔音（口音），表示調音時空氣只從口裡流出。
- 本輔音為中央輔音，調音時氣流在口腔的中央流過舌面，而不從兩側流過。
- 氣流機制是擠喉音，通過將聲門向上擠壓而將空氣排出。

## 出現於
出現在一些東北高加索語系中。南高加索語系的明格列爾語也有零星使用。

## 外部鏈結
- 在PHOIBLE上搜尋含有[qχʼ]的語言